# Zwerfsteenpad
Het Zwerfsteenpad was een wandelpad in de Nederlandse provincie Drenthe. Met zijn 64,5 kilometer was het de kortste LAW. Het liep over de Hondsrug van het Nivon Natuurvriendenhuis de Hondsrug naar het NS-station in Emmen. De wandelgids van dit pad werd uitgegeven door het Nivon.
Het pad was bedoeld als onderdeel van een langer pad, dat langs de oostzijde van Drenthe en Overijssel en deels door Duitsland zou gaan lopen. Het aantrekkelijke pad was echter te kort voor een Langeafstandswandelpad en dreigde daardoor verloren te gaan. Om dat te voorkomen werd het bij de grondige herziening van het Drenthepad hier nagenoeg in zijn geheel in opgenomen.
Het Noaberpad is uiteindelijk het pad geworden dat langs de noord-oostgrens loopt.

## Extern adres
- Website van het Nivon